# Wüsthofskotten
Wüsthofskotten, früher meist Wüsthoffskotten genannt, war eine Ortslage in der bergischen Großstadt Solingen. Sie ging auf einen dort befindlichen Schleifkotten zurück, den im 19. Jahrhundert die Gründer des heutigen Schneidwarenunternehmens Wüsthof betrieben.:41f.

## Lage und Beschreibung
Der heute wüst gefallene Ort Wüsthofskotten befindet sich zentral im Stadtbezirk Burg/Höhscheid zwischen Widdert und Höhscheid. Die Wüstung liegt im Weinsberger Bachtal, das sich zwischen dem Höhscheider und dem Widderter Riedel befindet. Die Wüstung des einstigen Schleifkottens befindet sich am Ufer des Weinsberger Bachs südlich der Kleingartenanlage an der Regerstraße. Östlich der Wüstung quert eine kleine Fußgängerbrücke den Bach.
Benachbarte Orte sind bzw. waren (von Nord nach West): Weinsberg, Platzhofermühle, Pereskotten, Bechershäuschen, Grünental, Oben-, Mittel- und Untenfürkelt, Schaafenkotten, Claubergskotten und Hingenberg.

## Geschichte
Der Wüsthofskotten wurde Anfang des 18. Jahrhunderts als Schleifkotten am Ufer des Weinsberger Bachs errichtet. Es handelte sich um einen Fachwerkbau von 40 bis 50 Quadratmetern Grundfläche.:41f. Bereits im Jahre 1715 ist er in der Karte Topographia Ducatus Montani, Blatt Amt Solingen, von Erich Philipp Ploennies als Schleifkotten verzeichnet, aber nicht benannt. Die Topographische Aufnahme der Rheinlande von 1824 verzeichnet den Ort unbenannt, die Preußische Uraufnahme von 1844 verzeichnet ihn als Schl. In der Preußischen Neuaufnahme von 1893 ist der Ort als Wüsthofskotten verzeichnet.
Die in der Hofschaft Höfchen beheimatete Familie Wüsthof betrieb zu Beginn des 19. Jahrhunderts eine Scherenschleiferei und nutze dazu sechs bis acht Schleifstellen im nach ihr benannten Wüsthof(f)skotten. Diesen hatte 1832 Johann Abraham Wüsthoff von seinem Vater geerbt. Das Unternehmen expandierte später in größere Räumlichkeiten und gab den Kotten auf. Heute zählt Wüsthof zu den größten Solinger Schneidwarenfabriken.:41f.
Wüsthofskotten gehörte nach Gründung der Mairien und späteren Bürgermeistereien zur Bürgermeisterei Höhscheid, die im Jahre 1856 das Stadtrecht erhielt, und lag dort in der Flur III. Neuenhof. 
Der Kotten wurde Anfang des 20. Jahrhunderts, mutmaßlich nach 1911, abgerissen. Er wurde nicht wieder aufgebaut und fiel brach. Mit der Städtevereinigung zu Groß-Solingen im Jahre 1929 wurde die Wüstung ein Teil Solingens. 